# Euphorbia panjutinii
Euphorbia panjutinii — вид рослин із родини молочайних (Euphorbiaceae), ендемік Південного Кавказу.

## Опис
Це гола сіро-зелена рослина 2–5 см. Листки численні, 5–10 мм, сидячі, лінійно-лопатеві, різко гострі. Суцвіття головчасте. Квітки жовті. Період цвітіння: літо.

## Поширення
Ендемік Південного Кавказу. Населяє трав'янисті місцевості на альпійських висотах.